# Le Cynique, l'Infâme et le Violent
Pour plus de détails, voir Fiche technique et Distribution.
Le Cynique, l'Infâme et le Violent (Il cinico, l'infame, il violento) est un poliziottesco italien d'Umberto Lenzi, sorti en 1977.

## Synopsis
Luigi Maietto, dit « le Chinois » vient de s'évader de prison. Son tout premier soin est d’envoyer deux tueurs au domicile de l’ex-commissaire Tanzi, devenu entretemps un écrivain de romans policiers, pour se venger de lui car il est responsable de son incarcération. Tanzi survit à l’attentat mais il se fait passer pour mort. Peu de temps après, son « assassinat » fait la une de la presse locale. Ce dernier se cache à Rome pour mieux traquer et piéger celui qui a voulu le tuer. Il découvre rapidement que Maietto est le commanditaire de son crime raté.
Quant au Chinois, qui pense que Tanzi est bien mort, il reprend ses activités au sein de la pègre organisée en s'associant au boss italo-américain Frank DiMaggio. Mais Tanzi monte un plan machiavélique pour anéantir Maietto en l'opposant à DiMaggio. Une guerre impitoyable commence entre ces trois hommes.

## Fiche technique
Sauf indication contraire, les informations mentionnées dans cette section peuvent être confirmées par la base de données cinématographiques IMDb,  présente dans la section « Liens externes ».
- Titre : Le Cynique, l'Infâme et le Violent[1]
- Titre original : Il cinico, l'infame, il violento
- Réalisation : Umberto Lenzi
- Scénario : Ernesto Gastaldi, Umberto Lenzi et Dardano Sacchetti, d'après une idée de Sauro Scavolini
- Montage : Eugenio Alabiso
- Musique : Franco Micalizzi
- Photographie : Frederico Zanni
- Production : Luciano Martino
- Sociétés de production : Dania Film et Medusa Film
- Société de distribution : Medusa Film
- Pays de production :  Italie
- Langue originale : italien
- Format : Couleurs - 2,35:1 - Son mono - 35 mm
- Genre : Poliziottesco
- Durée : 100 minutes
- Date de sortie : 
  - Italie : 3 février 1977
  - France : 18 janvier 1978[1]
- Classification :
  - Italie : Interdit aux moins de 14 ans
  - France : Interdit aux moins de 16 ans

## Distribution
- Maurizio Merli (VF : Michel Barbey) : Leornado Tenzi
- John Saxon  : Frank Di Maggio
- Tomás Milián : Luigi Maietto dit « le Chinois »
- Renzo Palmer : Commissaire Astalli
- Gabriella Lepori : Nadia
- Bruno Corazzari : Ettore
- Claudio Undari (crédité Robert Hundar) : Dario
- Marco Guglielmi : l'avocat Marchetti
- Guido Alberti : L'oncle de Leonardo
- Gaianni Mussy : Nicola Proietti
- Gabriella Giorgelli : Maria Proietti
- Riccardo Garrone : Natali
- Massimo Bonetti : Cappuccino

## Bande originale
La bande originale du film, intitulée « Violence », est composée par Franco Micalizzi.
- 1. Big Fight
- 2. L'ultima minaccia
- 3. Droga e paura
- 4. Senza via d'uscita
- 5. Dark Suspence
- 6. Pronti per l'agguato
- 7. Tensione notturna
- 8. Running To The Airport
- 9. A un passo dal pericolo
- 10.Deep Night
- 11.Caccia al cinese
- 12.Fiato sospeso Autostrada della morte
- 13.Affanno